# Columbia (Schiff, 1974)
Die Columbia ist eine US-amerikanische Fähre, die auf dem Alaska Marine Highway eingesetzt wird. Das 1974 in Dienst gestellte Schiff verkehrt auf der zu Alaska gehörenden Region der Inside Passage.

## Geschichte

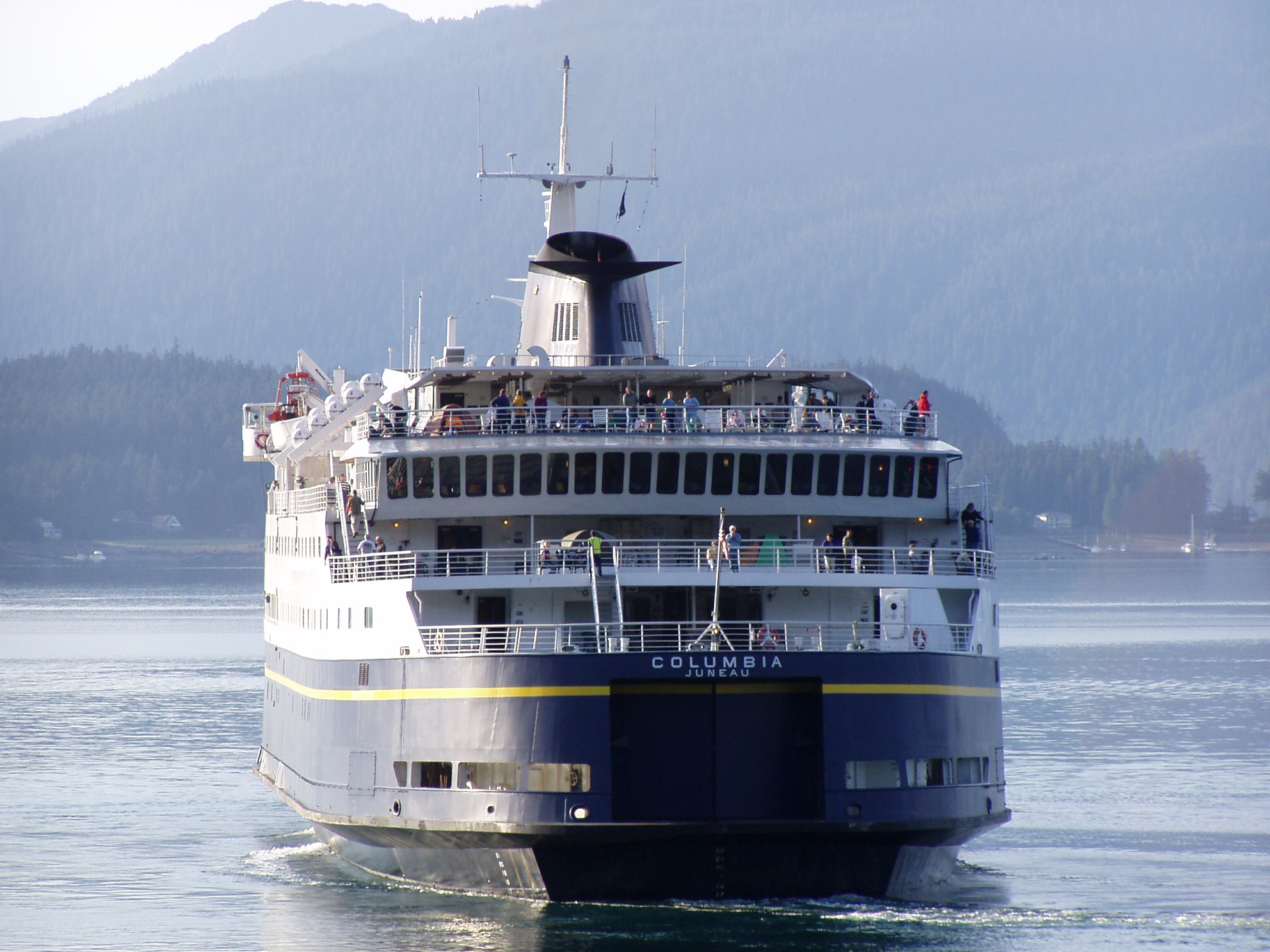
Heckansicht der Columbia

Die Fähre wurde unter der Baunummer 142 auf der Werft Lockheed Shipbuilding Co. in Seattle gebaut. Die Kiellegung fand am 7. September 1972, der Stapellauf am 3. Mai 1973 statt. Die Fertigstellung erfolgte im Juni 1974. Nach der Übernahme durch Alaska Marine Highway im Juni 1974 wurde das Schiff am 5. Juli 1974 für den Fährdienst in der Inside Passage in Dienst gestellt. 
Die Columbia ist seit ihrer Indienststellung auf der gleichen Dienststrecke im Einsatz und läuft dabei die meisten zu Alaska gehörenden Gemeinden in der Inside Passage an.
Im Laufe ihrer Dienstzeit war die Columbia mehrfach in kleinere Vorfälle verwickelt. Unter anderem lief das Schiff am 15. Oktober 1975 auf Grund. Des Weiteren musste es am 6. Juni 2000 nach einem Brand im Maschinenraum im Hafen von Juneau evakuiert werden. Ein weiterer Maschinenraumbrand ereignete sich im Juli 2006. Etwas mehr als ein Jahr darauf fiel am 15. August 2007 während einer Überfahrt ein Teil der Steuerbordmaschine aus. Die umfangreichen Reparaturarbeiten dauerten bis zum Mai 2008 an.
Der Entwurf des Schiffes stammte von Phillip F. Spaulding and Associates in Seattle. Benannt ist es nach dem Columbia-Gletscher im Prinz-William-Sund.

## Technische Daten
Das Schiff wird von zwei Neunzylinder-Dieselmotoren des Herstellers Wärtsilä (Typ: W9L32E) mit jeweils 5220 kW Leistung angetrieben. Die Motoren wirken über Reduktionsgetriebe auf zwei Verstellpropeller. Das Schiff ist mit einem Bugstrahlruder ausgestattet. Für die Stromerzeugung an Bord stehen drei von Dieselmotoren mit 897 kW Leistung angetriebene Generatoren zur Verfügung.
Das Fahrzeugdeck befindet sich auf dem Hauptdeck. Es ist über eine Pforte im Heck und über jeweils eine Pforte auf beiden Seiten im vorderen Drittel des Schiffes zugänglich. Die Fähre kann auf rund 810 Spurmetern 133 Pkw befördern.
Oberhalb des Hauptdecks befinden sich vier weitere Decks unter anderem mit Passagierkabinen, Aufenthaltsräumen mit Sitzgelegenheiten, einem Restaurant und einer Cafeteria sowie einem Fernsehzimmer. Das Sonnendeck ist teilweise überdacht und so wind- und wettergeschützt. Auf zwei der Decks befinden sich im hinteren Bereich offene Deckbereiche, auf denen Fahrgäste zelten können.
Die Passagierkapazität beträgt 499 Personen. Das Schiff ist mit 104 Passagierkabinen ausgestattet. Davon sind 45 Vierbett- und 59 Zweibettkabinen, so dass insgesamt 298 Betten zur Verfügung stehen.